# Димитър Палеолог (син на Андроник II)
Димитър Ангел Дука Палеолог (на средногръцки: Δημήτριος Ἄγγελος Δούκας Παλαιολόγος) е най-малкият син на византийкия император Андроник II Палеолог (управлявал 1282 – 1328) и втората му съпруга Ирина Монфератска († 1317), дъщеря на Вилхелм VII († 1292), маркграф на Монферат. По бащина линия е внук на византийския император Михаил VIII Палеолог.
Димитър е брат на Йоан (1286 – 1307), на монфератския маркграф Теодор I (1291 - 1338) и на сръбската кралица Симонида Палеологина (1294 - 1336), съпруга на сръбския крал Стефан II Милутин. Полубрат е на Михаил IX Палеолог (управлявал 1295 – 1320).
Той живее в Солун. Около 1304 г. е изпратен в двора на сръбския владетел Стефан II Милутин с надеждата да стане негов наследник, но се скоро е принуден да се завърне в Константинопол. През 1306 г. Димитър получава титлата деспот. През Византийската гражданска война от 1321–1328 г. Димитър е на страната на баща си срещу племенника си Андроник III Палеолог. В периода 1327–1328 г., по време на заключителния етап от гражданската война, той служи като управител на Солун. През 1336/37 г.  участва в заговор срещу племенника си Андроник III, който обаче е разкрит от властта. След 1343 г. сведенията за него спират.
Димитър Палеолог е изтъкнат теология и е художник на миниатури.
Женен е за Теодора и има три деца, от които е известна дъщеря му:
- Ирина Палеологина († ок. 1391), омъжена за Матей Кантакузин (* ок. 1325, † 1391), император (1353–1357), деспот на Морея (1380–1383), син на император Йоан VI Кантакузин и Ирина Асенина, внучката на българския цар Иван Асен III.